# Алесандро Петаки
Алесандро Петаки (на италиански: Alessandro Petacchi) е италиански колоездач, професионалист от 1996. От 2000 до 2005 се състезава за отбора „Фаса Бортоло“. Талантлив спринтьор, развиващ много добри скорости. Има няколко етапни победи от трите най-големи колоездачни състезания в Европа – „Тур дьо Франс“ (Обиколката на Франция), „Джиро“ (Обиколката на Италия) и „Ла Вуелта“ (Обиколката на Испания). През 2004 поставя личен рекорд като печели девет пъти етапи от Обиколката на Италия, като това е световен рекорд за „Джиро“ в историята на състезанието след Втората световна война. През 2005 постига първа победа в класически колоездачен пробег по маршрута Милано-Сан Ремо.
От 2006 Петаки се състезава за отбора „Милрам“.

## Отбори
- 1996: „Скрино Блу Сторм“
- 1997 – 1998: „Скрино Герне“
- 1999: „Навигаре Герне“
- 2000 – 2005: „Фаса Бортоло“
- 2006: „Доминикана Ваканце“